# Club Esportiu Almassora
El Club Deportivo Almassora o Club Esportiu Almassora és un club de futbol de la ciutat valenciana d'Almassora (la Plana Alta). Va ser fundat en 1914, encara que no ha tingut continuïtat. Juga els partits com a local a Las Boqueras.

## Història
El CD Almassora va ser fundat el 1913, encara que els problemes econòmics el van fer desaparèixer.
El 1949 es va refundar el club i començà a competir a la Segona regional la temporada següent, amb la presidència de Joaquín Puig. La temporada 1951/52, ja amb Joaquín Clausell de president, es va pujar a Primera regional, però els problemes financers continuaren presents i es va haver de retirar de la competició en 1958.
La temporada 1990/91 el CD Almassora esdevingué filial del CE Castelló, encara que aquest conveni només va durar un any. A principis dels noranta el CD Almassora jugava a la Tercera divisió, però va perdre la categoria amb la reestructuració de la competició. Poc després va baixar a Primera regional.
Javier Mollà és el president des de 1996. En els darrers anys s'ha consolidat la pedrera: el CD Almassorra B juga a Primera regional i compta amb diversos equips inferiors. Amb aquesta base porta diverses temporades cercant el retorn a Tercera divisió, ja que en la temporada 2006/07 van aconseguir un segon lloc que els va permetre optar per l'ascens per tercer any consecutiu. (Donant-se aquesta temporada el canvi de format de la fase d'ascens, en tractar-se de dues eliminatòries a doble partit. on va ser eliminat en la primera ronda pl Club Deportivo Utiel (0-1 i 2-1), En la temporada 2020-2012 estava en el Grup 1 de Preferent.

## Estadi
Actualment juga a Las Boqueras, amb capacitat per a 1.400 espectadors, després d'haver-ho fet anteriorment al Poliesportiu Municipal La Garrofera.

## Uniforme
- Uniforme titular: Samarreta albinegra a franges verticals, pantaló i mitges negres.